# Teorema da base média do triângulo
O teorema da base média do triângulo afirma que, dado um triângulo qualquer, o segmento com extremos nos pontos médios de dois lados desse triângulo é paralelo ao terceiro lado, e sua medida é igual a metade desse terceiro lado.

## Demonstração

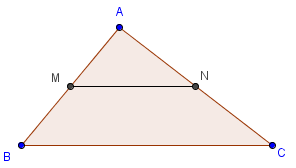
Triângulo ABC qualquer.

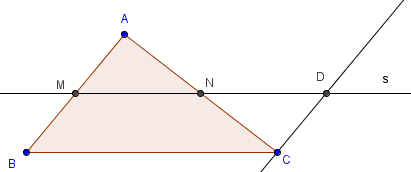
Demostração da base média

Dado um {\textstyle \triangle ABC} qualquer, sendo M ponto médio do lado {\textstyle {\overline {AB}}}  e N o ponto médio do lado {\textstyle {\overline {AC}}}. Queremos mostrar que  {\textstyle {\overline {MN}}/\!/{\overline {BC}}} e ainda  {\textstyle MN={\frac {1}{2}}BC.}
Hipótese: {\textstyle \left\{{\begin{matrix}{\overline {AM}}\equiv {\overline {MB}}\\{\overline {AN}}\equiv {\overline {NC}}\end{matrix}}\right.\quad \quad } Tese:{\textstyle \left\{{\begin{matrix}{\overline {MN}}/\!/{\overline {BC}}\\MN=\left({\frac {1}{2}}\right)BC\end{matrix}}\right.}
Traçando s paralela a {\textstyle {\overline {AB}}}, passando por C. Onde {\textstyle {\overleftrightarrow {MN}}\cap s=D}
Pelo caso lado, ângulo, ângulo oposto: {\textstyle \triangle AMN\equiv \triangle CDN\Rightarrow \left\{{\begin{matrix}{\overline {AN}}\equiv {\overline {CN}}{\text{ (hipótese) }}\\A{\hat {N}}M\equiv C{\hat {N}}D{\text{ (oposto pelo vértice) }}\\A{\hat {M}}N\equiv C{\hat {D}}N{\text{  (alternos internos) }}\end{matrix}}\right.}

Consequentemente temos {\displaystyle {\overline {CD}}\equiv {\overline {AM}}\equiv {\overline {MB}}} e como {\displaystyle {\overline {CD}}/\!/{\overline {MB}}} temos que BCDM é paralelogramo, logo {\displaystyle {\overline {MN}}/\!/{\overline {BC}}}. Ainda da congruência dos triângulos temos {\displaystyle {\overline {MN}}\equiv {\overline {ND}}} e como {\displaystyle {\overline {MD}}\equiv {\overline {BC}}}, então {\displaystyle MN={\frac {1}{2}}BC}.